# HD 89998
HD 89998 (nota anche come r Velorum) è una stella gigante arancione di magnitudine 4,82 situata nella costellazione delle Vele. Dista 201 anni luce dal sistema solare.

## Osservazione
Si tratta di una stella situata nell'emisfero celeste australe. La sua posizione moderatamente australe fa sì che questa stella sia osservabile specialmente dall'emisfero sud, in cui si mostra alta nel cielo nella fascia temperata; dall'emisfero boreale la sua osservazione risulta invece più penalizzata, specialmente al di fuori della sua fascia tropicale. La sua magnitudine pari a 4,8 fa sì che possa essere scorta solo con un cielo sufficientemente libero dagli effetti dell'inquinamento luminoso.
Il periodo migliore per la sua osservazione nel cielo serale ricade nei mesi compresi fra febbraio e giugno; nell'emisfero sud è visibile anche per buona parte dell'inverno, grazie alla declinazione australe della stella, mentre nell'emisfero nord può essere osservata limitatamente durante i mesi primaverili boreali.

## Caratteristiche fisiche
La stella è una gigante arancione di tipo spettrale K1III; ha una massa 1,4 volte quella solare ed è in uno stadio avanzato della sua evoluzione, il suo raggio è aumentato finora ad oltre 11 volte quello del Sole.
La sua magnitudine assoluta è di +0,88 e la sua velocità radiale positiva indica che la stella si sta allontanando dal sistema solare.